# Trichoderma
Trichoderma es un género de hongos de la familia Hypocreaceae. Los hongos de este género son mohos que suelen crecer en las paredes, alimentos, maderas y troncos de árboles. Incluye un "moho verde" que se encuentra comúnmente en las casas. Varias especies son simbiontes mutualistas de plantas, sin embargo otras pueden ser tóxicas para humanos. Algunas tienen interés industrial. Se han descrito 89 especies y pueden ser teleomorfas o anamorfas.

## Cultivo y características

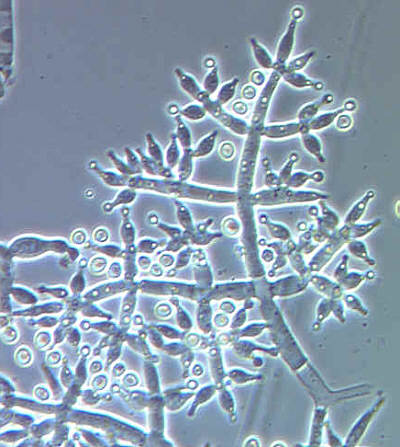
Hifas de Trichoderma harzianum.

Los cultivos suelen crecer rápidamente a 25-30 °C, pero algunas especies de Trichoderma crecerán a 45 °C. Las colonias son transparentes al principio en medios como el agar dextrosa de harina de maíz (CMD) o blanco en medios más ricos como el agar dextrosa de papa (PDA). El micelio no suele ser obvio en la CMD, los conidios generalmente se forman dentro de una semana en mechones compactos o sueltos en tonos de verde o amarillo o con menos frecuencia blanco. Se puede secretar un pigmento amarillo en el agar, especialmente en PDA. Algunas especies producen un olor dulce o de coco característico.
Los conidióforos son altamente ramificados y por tanto, difíciles de definir o medir, con mechones sueltos o compactos, a menudo formados en anillos concéntricos distintos o llevados a lo largo de las escasas hifas aéreas. Las ramas principales de los conidióforos producen ramas laterales laterales que pueden estar emparejadas o no, las ramas más largas distantes de la punta y, a menudo, los fialidos que surgen directamente del eje principal cerca de la punta. Las ramas pueden volver a ramificarse, con las ramas secundarias a menudo emparejadas y las ramas secundarias más largas están más cerca del eje principal. Todas las ramas primarias y secundarias surgen en o cerca de 90 ° con respecto al eje principal. El típico conidióforo Trichoderma, con ramas pares, asume un aspecto piramidal. Típicamente el conidióforo termina en uno o unos pocos fialidos. En algunas especies las ramas principales están terminadas por alargamientos largos, simples o ramificados, en forma de gancho, rectos o sinuosos, septados, de paredes delgadas, estériles o fértiles. El eje principal puede tener el mismo ancho que la base del fialida o puede ser mucho más ancho.
Los fialidos generalmente se agrandan en el medio, pero pueden ser cilíndricos o casi subglobosos. Los fialidas pueden mantenerse en forma de espirales, en un ángulo de 90 ° con respecto a otros miembros de la espiral, o pueden ser penicilatos de diversas formas (tipo gliocladio).
Los conidios suelen aparecer secos, pero en algunas especies pueden mantenerse en gotas de líquido verde o amarillo claro (por ejemplo, T. virens , T. flavofuscum ). Los conidios de la mayoría de las especies son elipsoidales, 3–5 x 2–4  µm (L / W => 1.3); los conidios globosos (L / W <1.3) son raros. Las conidias son típicamente lisas pero se conocen tuberculosas a conidias finamente verrugosas en algunas especies.
Los sinanamorfos están formados por algunas especies que también tienen pústulas típicas de Trichoderma. Los sinanamorfos son reconocidos por sus conidióforos solitarios que están ramificados verticalmente y que tienen conidios en una gota de líquido verde claro en la punta de cada fialida.
Las clamidosporas pueden ser producidos por todas las especies, pero no todas las especies producen clamidosporas en CMD a 20 °C dentro de 10 días. Las clamidosporas son típicamente subglobosa unicelulares y forman hifas cortas; También se pueden desarrollar dentro de las células hifales. Las clamidosporas de algunas especies son multicelulares.
Los genomas de Trichoderma parecen tener un rango de 30 a 40 Mb, con aproximadamente 12,000 genes identificables.

## Especies
Contiene las siguientes especies:
- Trichoderma aggressivum
- Trichoderma amazonicum
- Trichoderma asperellum
- Trichoderma atroviride
- Trichoderma aureoviride
- Trichoderma austrokoningii
- Trichoderma brevicompactum
- Trichoderma candidum
- Trichoderma aequatoriale
- Trichoderma caribbaeum
- Trichoderma catoptron
- Trichoderma cremeum
- Trichoderma ceramicum
- Trichoderma cerinum
- Trichoderma chlorosporum
- Trichoderma chromospermum
- Trichoderma cinnamomeum
- Trichoderma citrinoviride
- Trichoderma crassum
- Trichoderma cremeum
- Trichoderma dingleyeae
- Trichoderma dorotheae
- Trichoderma effusum
- Trichoderma erinaceum
- Trichoderma estonicum
- Trichoderma fertile
- Trichoderma gelatinosus
- Trichoderma ghanense
- Trichoderma hamatum
- Trichoderma harzianum
- Trichoderma helicum
- Trichoderma intricatum
- Trichoderma konilangbra
- Trichoderma koningii
- Trichoderma koningiopsis
- Trichoderma longibrachiatum
- Trichoderma longipile
- Trichoderma minutisporum
- Trichoderma oblongisporum
- Trichoderma ovalisporum
- Trichoderma paucisporum[8]
- Trichoderma petersenii
- Trichoderma phyllostahydis
- Trichoderma piluliferum
- Trichoderma pleuroticola
- Trichoderma pleurotum
- Trichoderma polysporum
- Trichoderma pseudokoningii
- Trichoderma pubescens
- Trichoderma reesei
- Trichoderma rogersonii
- Trichoderma rossicum
- Trichoderma saturnisporum
- Trichoderma sinensis
- Trichoderma sinuosum
- Trichoderma songyi[9]
- Trichoderma sp. MA 3642
- Trichoderma sp. PPRI 3559
- Trichoderma spirale
- Trichoderma stramineum
- Trichoderma strigosum
- Trichoderma stromaticum
- Trichoderma surrotundum
- Trichoderma taiwanense
- Trichoderma thailandicum
- Trichoderma thelephoricolum
- Trichoderma theobromicola
- Trichoderma tomentosum
- Trichoderma velutinum
- Trichoderma virens
- Trichoderma virgatum[10]
- Trichoderma viride
- Trichoderma viridescens